# Гелея великодзьоба
Гелея великодзьоба (Heleia crassirostris) — вид горобцеподібних птахів родини окулярникових (Zosteropidae). Ендемік Індонезії.

## Поширення і екологія
Великодзьобі гелеї мешкають на островах Сумбава і Флорес. Вони живуть в рівнинних і гірських тропічних лісах.